# TREM2
TREM2 (اختصارًا لاسم Triggering receptor expressed on myeloid cells 2) هو بروتين في البشر يُشفر عبر جين TREM2.